# Villers-Carbonnel
Villers-Carbonnel település Franciaországban, Somme megyében. Lakosainak száma 300 fő (2022. január 1.). Villers-Carbonnel Barleux, Belloy-en-Santerre, Berny-en-Santerre, Brie, Éterpigny, Fresnes-Mazancourt, Saint-Christ-Briost és Marchélepot-Misery községekkel határos.

## Népesség
A település népessége az elmúlt években az alábbi módon változott:
| Lakosok száma | 328  | 342  | 352  | 366  | 348  | 330  | 312  | 304  | 300  |
|               | 2013 | 2015 | 2016 | 2017 | 2018 | 2019 | 2020 | 2021 | 2022 |